# Keegan Palmer
Keegan Palmer (San Diego, 13 marzo 2003) è uno skater statunitense naturalizzato australiano, campione olimpico nel park ai Giochi olimpici estivi di Tokyo 2020 e di Parigi 2024.

## Biografia
È nato a San Diego da padre statunitense, Chris Palmer, e madre sudafricana, Cindy. In giovane età, si è trasferito da San Diego a Gold Coast, nel Queensland. Sebbene inizialmente si fosse interessato al surf, è passato allo skateboard sin da piccolo, diventando professionista all'età di 14 anni.
Nel 2021 si è qualificato ai Giochi olimpici estivi di Tokyo 2020, dove ha vinto la medaglia d'oro nel park, precedendo sul podio il brasiliano Pedro Barros e lo statunitense Cory Juneau.

## Palmarès
- Giochi olimpici estivi

Tokyo 2020: oro nel park;
Parigi 2024: oro nel park;